# Thionville
Thionville (germană Diedenhofen, luxemburgheză: Diddenuewen) este un oraș în nord-estul Franței, sub-prefectură a departamentului Moselle, în regiunea Lorena, la nord de orașul Metz, în apropierea graniței cu Luxemburg și Germania. Este situat pe cursul râului Mosel și are o populație de 40.000 locuitori.

## Istorie
Thionville este atestat pentru prima dată în 753, sub numele de "Theodonis Villa". Începând din secolul al X-lea, orașul face parte din Sfântul Imperiu Roman, apoi devine fief al conților de Luxemburg. Între 1461 și 1643 împreună cu restul Luxemburgului trece sub vasalitatea diferiților suverani ai Țărilor de Jos. Este oficial integrat in regatul francez in anul 1659 și datorită poziției, capătă importanță militară, fiind asediat în timpul diverselor războaie ce au urmat Revoluția de la 1789. În urma războiului franco-german din 1870, Thionville este anexat de Imperiul German, pentru o perioadă de aproape 50 de ani, timp în care orașul a cunoscut importante amenajări urbane. Este ocupat din nou de Germania, în timpul celui de-al Doilea Război Mondial, până in noiembrie 1944. În perioada postbelică, Thionville a cunoscut o creștere puternică datorită dezvoltării siderurgiei.